# Lingbaoïta
La lingbaoïta és un mineral de la classe dels sulfurs.

## Característiques
La lingbaoïta és un tel·lurur de fórmula química AgTe₃. Va ser aprovada com a espècie vàlida per l'Associació Mineralògica Internacional l'any 2019. Cristal·litza en el sistema trigonal. Rep el nom de la localitat tipus: la ciutat de Lingbao, que cobreix el districte d’or de Xiaoquinling. Es troba relacionada químicament amb l'empressita, l'hessita i l'stützita, així com amb diverses espècies aprovades sense nom.
Les mostres que van servir per a determinar l'espècie, el que es coneix com a material tipus, es troben conservades a l'Institut de recursos minerals de l'Acadèmia Xinesa de Ciències Geològiques, a Beijing, amb el número de catàleg: m13812; i al Museu Geològic de la Xina, també a Beijing, amb el mateix número de catàleg.

## Formació i jaciments
Va ser descoberta al filó d'or-quars S60 del dipòsit d'or de Fancha, dins el districte miner de Xiaoqinling, a Lingbao (Henan, República Popular de la Xina), on es troba en forma de petites inclusions compostes de fins a 30 micres en pirita. Es tracta de l'únic indret de tot el planeta on ha estat descrita aquesta espècie mineral.